# Black-out (uitzending)
Black-out was een eenmalig programma van de EO, die in de avond van 11 november 2024 op NPO 1 te zien was. Het programma simuleerde een grootschalige, langdurige stroomuitval in Nederland en toonde de impact ervan op de samenleving. De uitzending werd gepresenteerd als journaal en talkshow.
Het doel van het programma was om kijkers bewust te maken van de ernstige gevolgen van zo'n stroomstoring en hen aan te zetten tot nadenken over hun eigen voorbereiding.

## Scenario
In het fictieve scenario ontstond op zaterdag 9 november 2024 een grootschalige stroomuitval in Utrecht, Zuid-Holland en Zeeland, veroorzaakt door een cyberaanval op het stroomnetwerk van Stedin. Dit zorgde voor ernstige ontwrichtingen in de getroffen gebieden. Op het moment van opname werd gesuggereerd dat de stroomstoring al meer dan 40 uur aanhield, en het was onduidelijk wanneer de storing opgelost zou zijn.
Presentatrice Sacha de Boer bracht de laatste ontwikkelingen, terwijl Tijs van den Brink gasten aan de talkshowtafel ontving die vanuit hun expertise de situatie toelichtten. De uitzending werd aangevuld met reportages over de crisis en de gevolgen van de langdurige stroomuitval in Zeeland, waar een verslaggever naar Middelburg was gestuurd om de werking van gemalen te tonen. Dijkgraaf Toine Poppelaars legde uit welke problemen optreden bij stroomstoringen en de gevolgen voor Zeeland, zoals het gebrek aan noodstroom bij sommige gemalen. Andere prominente gasten, zoals minister Sophie Hermans en Pieter-Jaap Aalbersberg, gaven verder inzicht in de situatie. Aan tafel waren ook de Nationaal Coördinator Terrorismebestrijding, oud-commando Dai Carter en een ethisch hacker aanwezig om hun inzichten te delen.
Aan het einde van de uitzending werd pas benoemd dat alles in scène was gezet, waarna minister-president Dick Schoof een korte toespraak hield over het belang van goede voorbereiding op dit soort crises.

## Ophef
Tijdens en na de uitzending was er veel kritiek op het programma. Kijkers waren kritisch en vonden het fictieve programma ongepast, vooral in een tijd van nepnieuws. Ze wezen erop dat de uitzending over een black-out mogelijk paniek had kunnen veroorzaken. Ook op sociaalnetwerksite X waren er veel verontwaardigde reacties. Zo had iemand het over 'opzettelijk een grote groep angst aanjagen voor de kijkcijfers'. Veel mensen die naar NPO 1 zapten dachten dat het nieuws echt was en schrokken ervan.